# Turquestein-Blancrupt
Turquestein-Blancrupt (deutsch Türkstein) ist eine französische Gemeinde mit 11 Einwohnern (Stand 1. Januar 2022) im Département Moselle in der Region Grand Est (bis 2015 Lothringen). Sie gehört zum Arrondissement Sarrebourg-Château-Salins und zum Gemeindeverband Sarrebourg Moselle Sud.

## Geographie
Die Gemeinde Turquestein-Blancrupt liegt an Berghängen des Tales der Weißen Saar,  etwa zehn Kilometer südöstlich von  Lorquin (Lörchingen) und 20 Kilometer südlich von Sarrebourg (Saarburg) in den nordwestlichen Vogesen.
Das Gemeindegebiet ist ca. 30 km² groß und besteht größtenteils aus Bergen und Wäldern im Quellgebiet der Weißen Saar nördlich des Donons. Die Westhälfte des Gemeindegebietes besteht aus dem Forêt de Turquestein (Türksteiner Wald), die Osthälfte aus dem Forêt de Saint-Quirin (Sankt Quiriner Wald), in der Mitte liegt das Tal der Weißen Saar, die auch Blancrupt genannt wird (Kleinweißbach-Tal).
Zur Gemeinde Turquestein-Blancrupt gehören die Einzelsiedlungen Bailly (Vogtei), Basse Léonard (Leonhardsgrund), Du Pêcheur (Fischermühle), La Cense Mannée (Manne), La Fange, La Glaconnière, Le Petit Blancrupt (Kleinweißbach), Le Four (Brennofen), Le Marquis (Herrenmühle), Le Storindhal (Storendal), Malcôte, Moulin Fevrel (Fevrelsmühle), Petitmont (Kleinberg), Ricarville (Richardsweiler) und Turquestein Bas (Unter Türkstein), von denen jedoch nicht mehr alle dauerhaft bewohnt sind.
Auf der Markung der Gemeinde liegen die Wüstungen Houzard (Huzard), Turquestein Haut (Ober Türkstein) und Rupt-des-Dames (Frauenhof). Die beiden Letzteren waren schon um 1883 unbewohnt und verfallen.

## Geschichte
Ältere Ortsbezeichnungen sind Turchstein (1124), Durchelstein (1126), Truclisten (1128), Turchestein (1135), Turkestein (1157), Druchestein (1206–1260), la chestellenie de Turkenstein (1314), le chestel de Durkestein (1346), Durkelstein (15. Jh.), Tricquestein (1534) und Turquestin (1756). Die Ortschaft gehörte früher zum Bistum Metz.
Im Ort stand einst die feste Burg Türkstein, die gegen Ende des 10. Jahrhunderts errichtet wurde und die Sitz einer Herrschaft war. 1147 trat ein Bancelinus von Türkenstein als Zeuge auf, dessen Familie in der Burg wohnte. Die Mauern der Burg ließ Bischof Johann von Bistum Metz wieder herstellen.
Seit das ursprüngliche Dorf 1433 zerstört wurde, besteht auf dessen Gemarkung nur noch eine Streusiedlung mit kleinen Höfen. Die Burg wurde im Dreißigjährigen Krieg von den Franzosen teilweise niedergebrannt; von ihr sind nur noch Ruinenreste vorhanden. Die Herrschaft Türquestain bestand jedoch weiter bis zum Beginn der Französischen Revolution.  1791 wurde die Gemeinde neu gebildet.
Durch den Frankfurter Frieden vom 10. Mai 1871 kam die Region zum Deutschen Reich und das Dorf wurde dem Kreis Saarburg im neu gebildeten Bezirk Lothringen im Reichsland Elsaß-Lothringen zugeordnet. Im Dorf gab es mehrere Sägewerke. Nach dem Ersten Weltkrieg musste die Region aufgrund der Bestimmungen des Versailler Vertrags 1919 wieder an Frankreich abgetreten werden. Im Zweiten Weltkrieg war die Region von der deutschen Wehrmacht besetzt.
Das Rathaus befindet sich im zentral gelegenen Weiler Maison Forestière du Bourguignon (Forsthaus).
Im Mittelalter lag der Ort noch auf deutschem Sprachgebiet, ist aber seit dem Dreißigjährigen Krieg weitgehend frankophon. Im Jahre 1880 waren von damals noch 130 Einwohnern nur drei Familien deutschsprachig, die der Glaubensrichtung der Mennoniten angehörten. Die übrigen Dorfbewohner sprachen patois.

### Wappen
Das Gemeindewappen vereint die Symbole Lothringens (Alérions) und Frankreichs (Fleur de Lys) sowie den erstmals auf einem Siegel von 1425 erscheinenden Stern in gerahmtem Feld des Burgherren-Nachkommen Gottfried von Türkstein.

### Bevölkerungsentwicklung
| Jahr                       | 1874 | 1880 | 1962 | 1968 | 1975 | 1982 | 1990 | 1999 | 2008 | 2019 |
| Einwohner                  | 141  | 130  | 52   | 29   | 22   | 25   | 22   | 21   | 22   | 11   |
| Quellen: Cassini und INSEE |      |      |      |      |      |      |      |      |      |      |

## Sehenswürdigkeiten
- Ruinen der Burg Türkstein aus dem 12. Jahrhundert
- Kapelle Unserer Lieben Frau der Befreiung im Weiler Heißer Ofen (Chapelle Notre-Dame-de-la-Délivrance àChaude-Poêl)

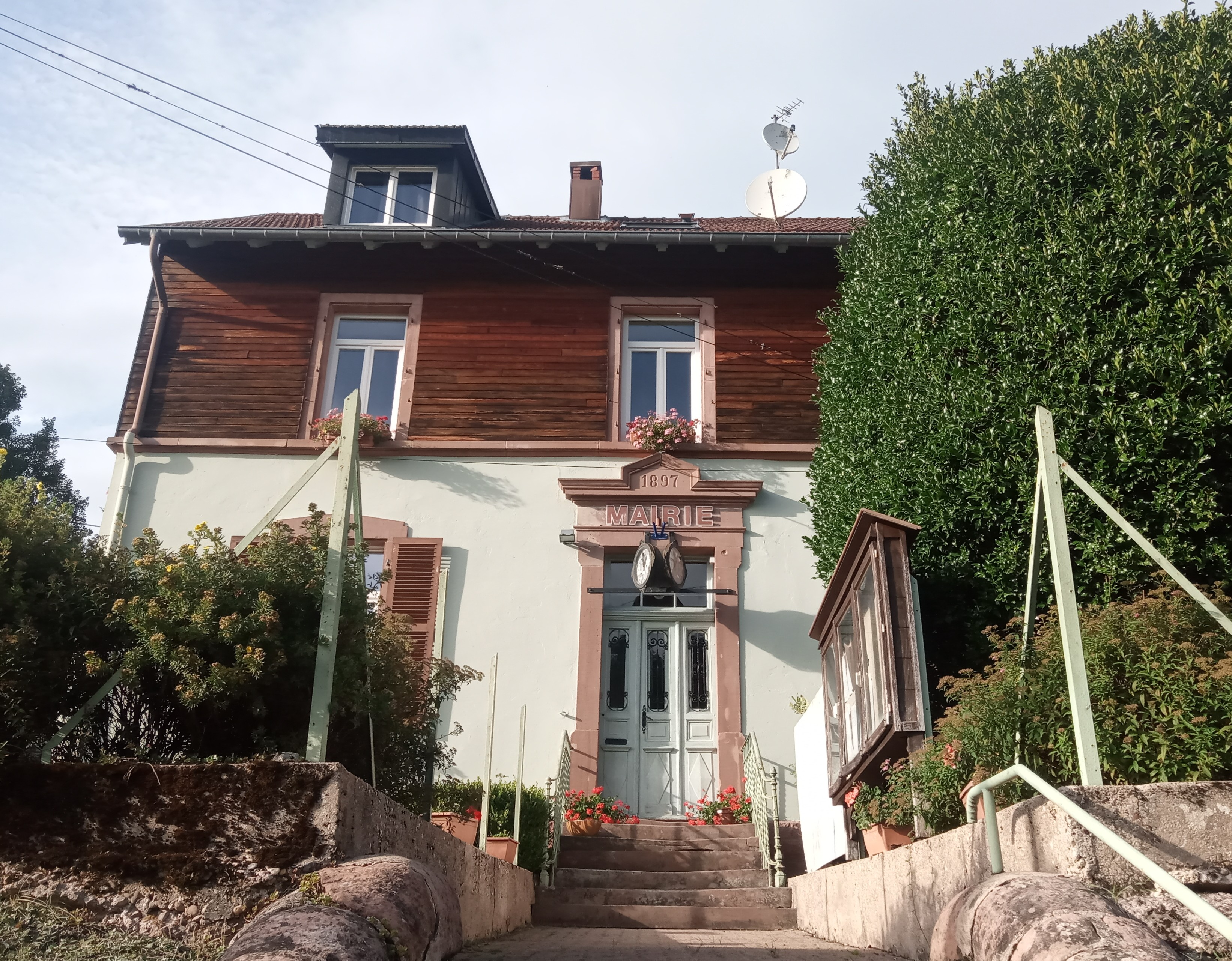
Rathaus der Gemeinde
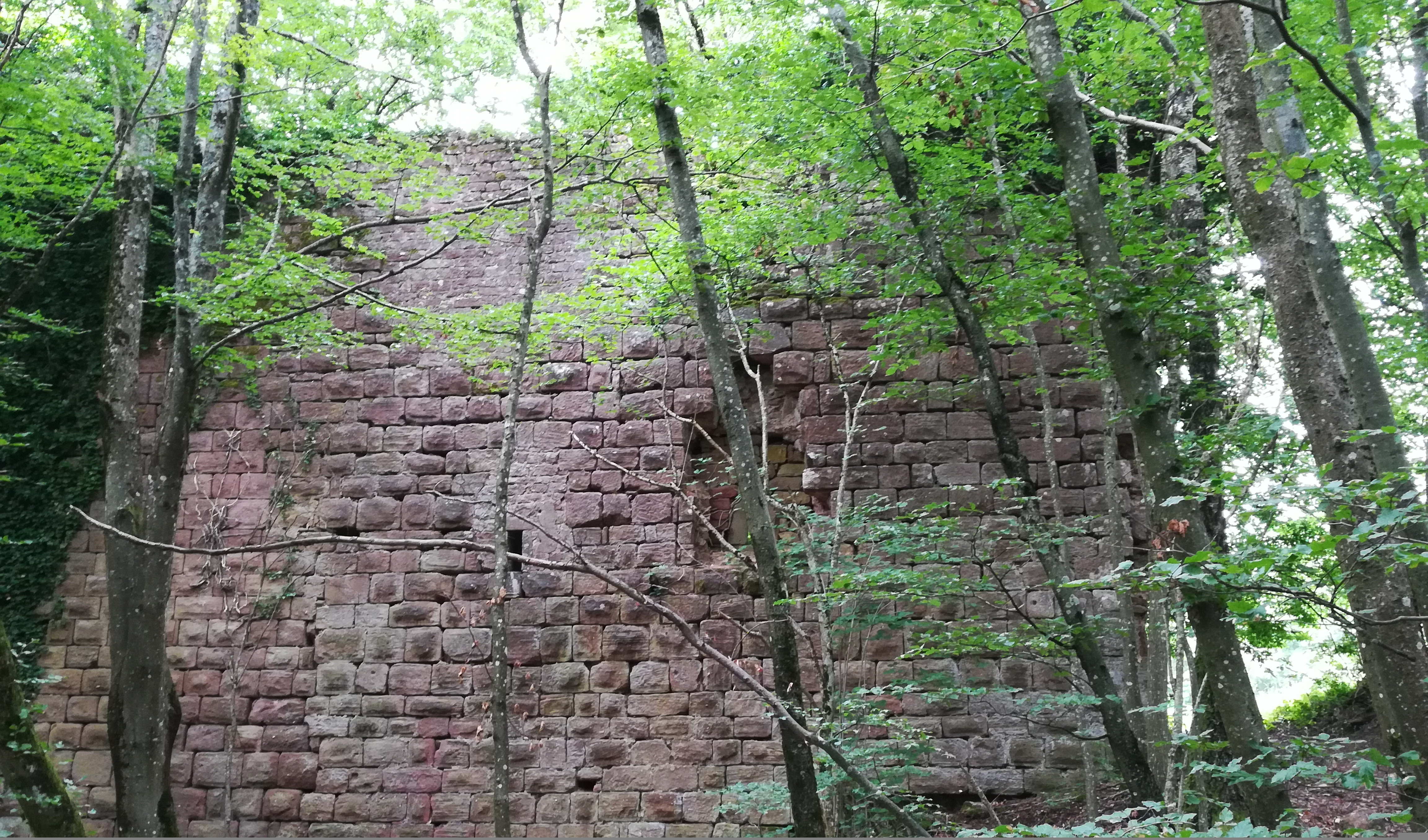
Überreste der Burg Türkstein
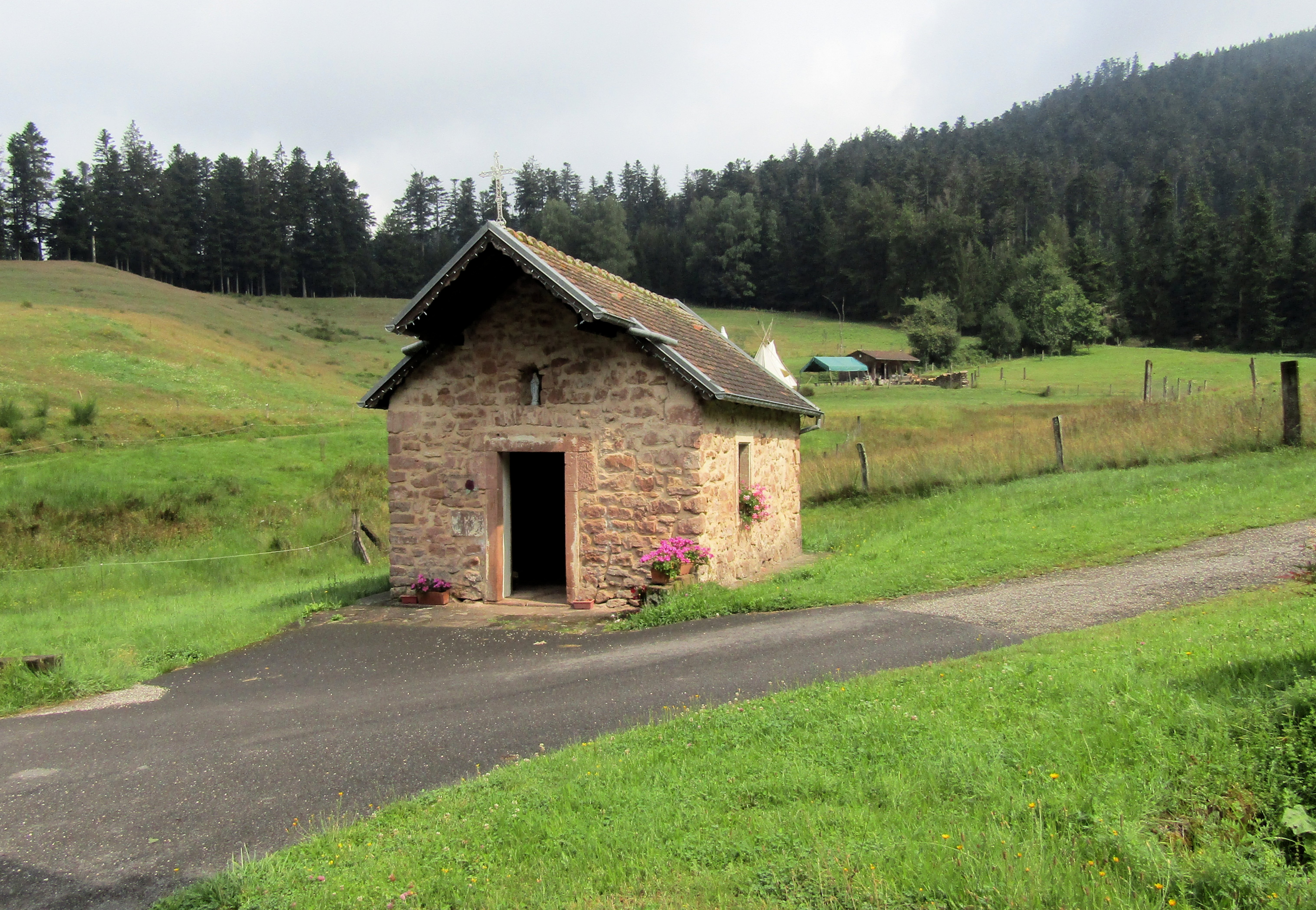
Kapelle Unserer Lieben Frau der Befreiung
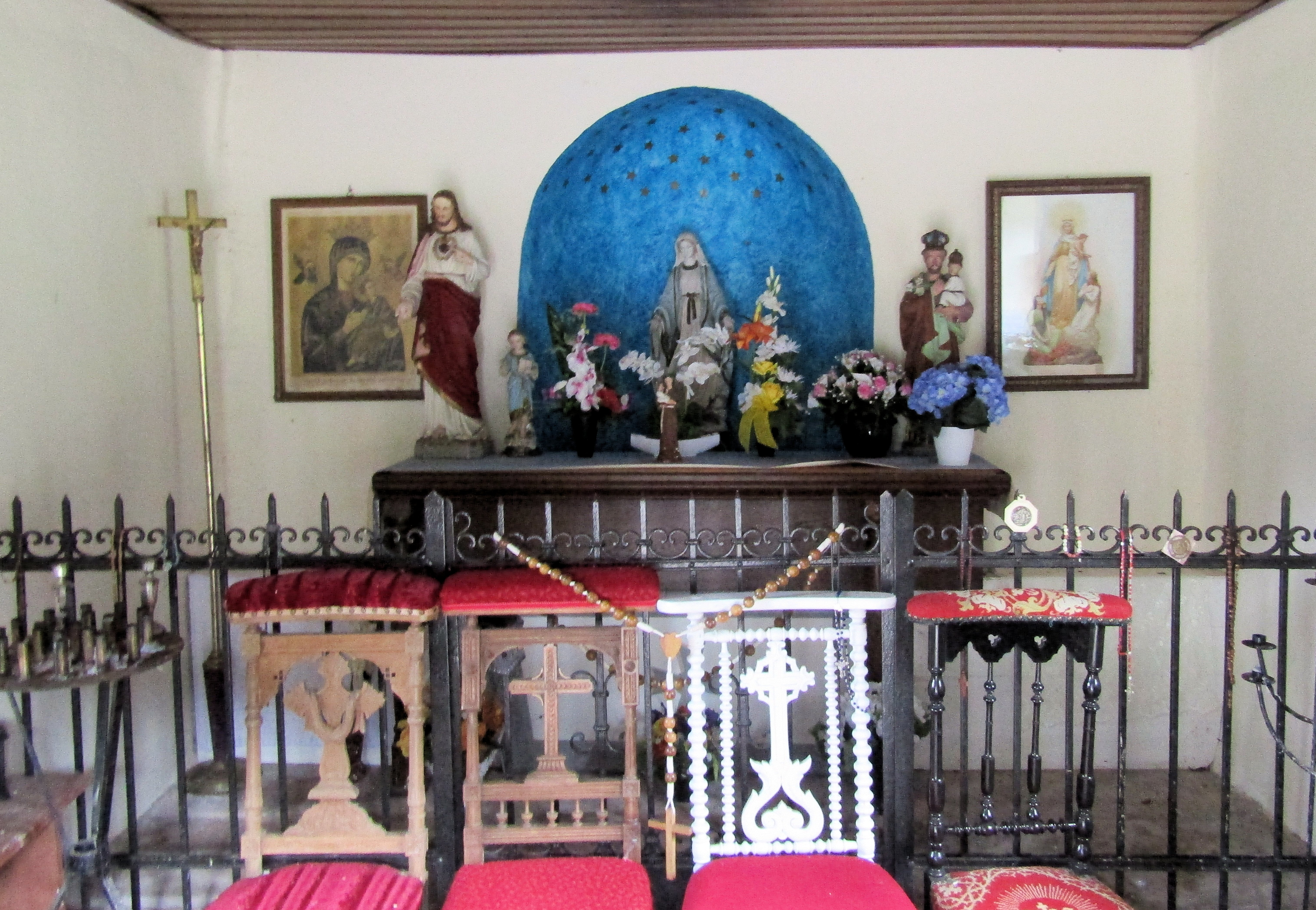
Innenansicht Kapelle Unserer Lieben Frau der Befreiung

## Belege
1. ↑  Meßtischblatt 3620 : Lascemborn, 1883. 1883, abgerufen am 17. August 2023.
2. ↑  Franz Xaver Kraus: Kunst und Alterthum in Elsass-Lothringen. Beschreibende Statistik. Band III: Kunst und Althertum in Lothringen, Friedrich Bull, Straßburg 1886, S. 991–993 (books.google.de).
3. 1 2 3 4  Eugen H. Th. Huhn: Deutsch-Lothringen. Landes-, Volks- und Ortskunde, Stuttgart 1875, S. 455 (google.books.de).
4. ↑  A. F. Büschings große Erdbeschreibung, Neunter Band: Frankreich, Troppau 1785, S. 294–295 (google.books.com).
5. ↑  Constant This: Die deutsch-französische Sprachgrenze in Lothringen; J. H. Ed. Heitz, Straßburg, 1887, S. 9 (books.google.de).
6. ↑  Wappenbeschreibung auf genealogie-lorraine.fr (französisch)
7. ↑  Georg Lang (Hrsg.): Der Regierungs-Bezirk Lothringen. Statistisch-topographisches Handbuch, Verwaltungs-Schematismus und Adressbuch. Metz 1874, S. 166.